# Cameltry
Cameltry (キャメルトライ?, Kyamerutorai) è un videogioco arcade sviluppato e pubblicato dalla Taito nel 1990, di tipo rompicapo, che simula al massimo le nozioni di fisiche di interazione gravitazionale, inerzia e della dinamica. Fu convertito per la piattaforma SNES con il nome di On the Ball. Successivamente è stato inserito nelle raccolte Taito Memories Vol.1 per PlayStation 2 e Taito Legends 2 per Xbox, PC e di nuovo su PlayStation 2.
Sono stati sviluppati ben tre remake: quello che porta lo stesso nome incluso solo in Taito Legends Power-Up per PlayStation Portable, Labyrinth per Nintendo DS nel 2006, e Cameltry: The Labyrinth of Enigma per il sistema iOS nel 2009.

## Modalità di gioco
Le regole del gameplay di Cameltry sono semplici, bisogna dirigere una biglia al traguardo di un labirinto prima che scadano i secondi a disposizione. Il giocatore controlla la rotazione a 180° delle sue pareti facendo sì che essa cada verso il basso e arrivare al goal. Lungo il percorso vi sono delle piccole pareti a blocco che devono essere distrutte (si ottengono 1000 punti), e distruggendole due all'unisono o due/più di fila, il punteggio di gioco viene moltiplicato per il doppio o anche di più. Premendo inoltre il pulsante d'azione il labirinto scuote come fosse un flipper, in modo da fare eseguire alla biglia un "salto", utile per farla uscire da posti angusti o punti stretti; tenendolo invece premuto incrementa la sua velocità.
I variegati sfondi animati dei livelli incidono nello distrarre il giocatore e così perdere secondi utili. Una volta che il tempo arriva a 0, al giocatore viene concessa la possibilità di riprendere da dove si era interrotto (ma solamente una volta a partita) con un minigioco, chiamato "Number Match" (ereditato da Kiki KaiKai ma in maniera differente, simile a quella usata nel videogioco del 1983 della Tehkan, Guzzler): dove in esso deve scegliere al primo colpo il numero imposto dal computer in una lista da 0 a 90, e se tale è corrispondente, al giocatore verranno concessi 20 secondi extra per continuare da dove si era fermato. In caso contrario la biglia si rompe e sarà game over. Se il tempo arriva a 0 per la seconda volta, la biglia si rompe all'istante e automaticamente la partita termina. All'inizio si può scegliere fra quattro corse di difficoltà crescente.

### Bonus
In ogni livello sono presenti dei blocchi speciali (sia piccoli che grandi), che se toccati danno degli extra e non sempre sono positivi.
- Grande ad X - Sono di due tipi e fanno decrescere dei secondi nel timer. Quella con la X rossa e il bordo giallo due, mentre l'altra con la X gialla e il bordo rosso cinque.
- Piccola a tempo - Vale tre o cinque secondi ma, a seconda del colore di cui il numero è evidenziato, esso ha degli effetti diversi. Se è giallo li aumenta mentre se è rosso li diminuisce.
- Piccola a sorpresa - Simboleggiato con il punto interrogativo (?), contiene a caso dei punti casuali, secondi già citati o un blocco del timer per breve periodo, oppure nulla.

### Altro
Di seguito sono elencate le caratteristiche di cui sono dotati i labirinti:
- Bumper - Proprio come nel reale flipper fa rimbalzare la biglia, e inoltre dà 500 punti.
- Piccola freccia gialla - Simile alla semplice parete a blocco, vale semplicemente 1000 punti e raccogliendone due/più di fila, il punteggio del giocatore viene moltiplicato per il doppio o anche di più.
- Freccia rossa con le linee - Accelera automaticamente la biglia.
- Segnale Stop & Go - Ostacola la biglia e può essere aperto tramite interruttore. Di solito è una scorciatoia.

Inserendo come nome "SEX" negli hi-score si ottengono bonus nella partita successiva.
Tenendo premuto il pulsante d'avvio nel momento di selezione della corsa, si può cambiare l'aspetto della biglia scegliendo come tema diversi videogiochi Taito tipo Chack'n Pop, Operation Wolf e Space Invaders.
Se si ottiene un buon punteggio, il kiwi di The NewZealand Story Tiki comparirà nella schermata e donerà molti punti bonus. In alternativa appaiono altri personaggi sempre della Taito.

## Accoglienza
In Giappone, la rivista Game Machine elencò Cameltry nel numero del 15 maggio 1990 come l'undicesima unità arcade di maggior successo del mese.